# ピアノ三重奏曲 (ラヴェル)
《ピアノ三重奏曲》イ短調は、モーリス・ラヴェルが1914年の夏に作曲した室内楽曲。

## 作曲の経緯
本格的に作曲が開始されたのは1914年の3月だが、ラヴェルは少なくともその半年前からピアノ三重奏曲の作曲を計画していた。作曲の序盤において、ラヴェルは弟子のモーリス・ドラージュに「三重奏曲はもう書けているのです。今必要なのはただ主題だけです」と述べている。1914年の夏にラヴェルは、フランス領バスクのコミューンであるサン＝ジャン＝ド＝リュズに滞在して作曲を行っていた。ラヴェルの母親はバスク人であり、ラヴェル自身もバスク地方の街シブールで生まれたため、バスクの伝統に強く自分のルーツを見ていた。そして、三重奏曲の作曲中にラヴェルは、バスクの主題に基づくピアノ協奏曲『サスピアク＝バット』の作曲も並行して進めていた。こちらは後に破棄されることになる（一部がピアノ協奏曲ト長調に転用される）が、三重奏曲にもその痕跡は残っており、特に第1楽章についてラヴェル自身が「バスク風の色彩を持つ」と述べている。
当初、作曲はゆっくりと進んでいたが、第一次世界大戦が勃発して8月にフランスが参戦したことで、徴兵に応じるつもりだったラヴェルに作品を完成させる意欲が巻き起こった。フランスの参戦から数日後、ラヴェルはデラージュに「私は三重奏曲を確信を持って、正気を取り戻した狂人のように書いています」と述べている。9月には作品が完成し、イーゴリ・ストラヴィンスキーに「すぐに出発しなければという思いに駆られて、5か月かかる仕事を5週間でやり遂げました！ 三重奏曲は完成しました」と書き送っている。ラヴェルは10月には陸軍の看護助手として採用されたうえ、1915年3月には志願兵となり、第13砲兵連隊のトラック運転手として従軍した。
作品はラヴェルの対位法の師であるアンドレ・ジェダルジュに献呈され、初演は1915年1月28日にパリのサル・ガヴォーで開催された独立音楽協会の演奏会において、アルフレード・カゼッラのピアノとガブリエル・ウィヨーム (Gabriel Willaume) のヴァイオリンおよびルイ・フイヤール (Louis Feuillard) のチェロによって行われた。同年には、パリのデュラン社によって出版されている。自筆譜は現在、テキサス州オースティン大学が所有している。

## 作品
ピアノ三重奏曲を作曲するにあたり、ラヴェルはこのジャンル自体が作曲上の困難を持っていることを意識していた。どうやってピアノと弦楽器の対照的な音色を調和させるか、またどうやって3つの楽器のバランスを取るか、特にチェロを聴き取りやすくするためにはどう他の楽器と対置すればいいかという点である。音色の調和については、ラヴェルは管弦楽的な書法を持ち込むことで対処した。各楽器をきわめて広い音域において大胆に用いることで、通常の室内楽には見られないような豊かなテクスチュアを作り出したのである。また、トリル、トレモロ、ハーモニクス、グリッサンド、アルペジオといった色彩効果を自由に用いているが、これは3人の奏者に高い技術を要求することになった。一方、テクスチュアの明快さと各楽器のバランスを保つため、ラヴェルはヴァイオリンとチェロを2オクターヴ間隔で配置し、その間にピアノの右手のパッセージを挟む書法を頻繁に用いている。
『三重奏曲』の音楽素材の着想は、バスクの舞踏からマレーシアの詩に至るまで幅広い分野から得られている。しかしラヴェルは、彼が普段から好んでいた伝統的な形式から外れているわけではない。作品は型通りの古典的な4楽章構成に沿っており、トリオの付いたスケルツォと緩除楽章をソナタ形式に基づく両端楽章が囲んでいる。そのうえでラヴェルは、自身の独創を古い形式に導入しようとしていたのである。

## 楽章構成
4つの楽章からなり、演奏時間は30分程度。
第1楽章 Modéré
ラヴェルによると、この楽章はバスクの舞曲であるソルツィーコの描写だという。8/8拍子で記譜され、それぞれの小節は(3+2+3)/8拍子のリズムパターンに分割されている。冒頭主題は『サスピアク＝バット』の影響が顕著であり、音価は半分になっているがリズムが『サスピアク＝バット』の主要主題と共通している。もう一つ重要なのは順次進行に4度の跳躍が続く旋律構成で、他の3つの楽章の冒頭主題も同様に書かれている（第2楽章と第4楽章においては跳躍が五度となっている）。
この楽章ではソナタ形式が採用されている。第二主題は主調のイ短調で提示され、再現部においても同じ調で現れるが、その際には和声が変化させられている。主調の濫用を避けるために、楽章の終わりは平行調のハ長調で締めくくられている。また、再現部において第一主題は、弦楽器の奏する第二主題の変形に伴奏されてピアノに現れる。主題を同時に対置することはラヴェルの好んだ手法であり、他の作品においても用いられている（『古風なメヌエット』、『クープランの墓』のメヌエットなどに見られる）。
第2楽章 パントゥム Pantoum, Assez vif
「パントゥム」とは四行連詩をなすムラユ語の詩形であり、ある連の2行目と4行目が次の連の1、3行目となるという特徴がある。ラヴェルがこの形式を忠実に再現しようとしたと一般には信じられていないが、ブライアン・ニューボールドを始めとする一部では、この表題が文字通りのものであると主張されている。曲は伝統的なスケルツォとトリオによる三部形式に基づく。ピアノが刺激的な主題を奏して始まり、弦楽器が2オクターヴ間隔で奏するなめらかな第二主題が続く。トリオの主題は4/2拍子というまったく違う拍子で書かれ、2つの拍子が共存する。
第3楽章 パッサカーユ Passacaille, Très large
パッサカリアはバロック音楽に起源を持つ、反復される低音の旋律を伴う形式である。この曲の場合は冒頭の8小節がそれに当たり、主題は第2楽章に由来するものである。クライマックスに達した後、静かに曲を終える。
第4楽章 終曲 Final, Animé
ヴァイオリンのハーモニクスによるアルペジオ（ラヴェルは『ステファヌ・マラルメの三つの詩』ですでにこの効果を用いている）を背景に、ピアノが5/4拍子による第一主題を奏し出す。第1楽章と同様に変則的な拍子が用いられ、5/4拍子と7/4拍子が交互に現れる。全楽章の中で最も管弦楽的な効果を持ち、3人の奏者の能力を極限まで利用しつくして華麗なコーダで終結する。